# Peter Luccin
Peter Bernard Luccin (ur. 9 kwietnia 1979 w Marsylii) piłkarz francuski grający na pozycji defensywnego pomocnika.

## Życiorys
Luccin pochodzi z Marsylii. Piłkarską karierę rozpoczął jednak w mieście Cannes w tamtejszym klubie AS Cannes, słynącym z wielu znanych w futbolowym świecie wychowanków. W Ligue 1 zadebiutował dość szybko bo w wieku 17 lat, a fakt ten miał miejsce 24 sierpnia 1996 w wygranym 1:0 wyjazdowym meczu z Montpellier HSC. W Cannes spędził całą rundę jesienną sezonu 1996/1997, a w styczniu przeszedł do Girondins Bordeaux. W tym samym sezonie dotarł do finału Pucharu Ligi Francuskiej, a sukces ten powtórzył w 1998 roku. Z Bordeaux wystąpił w Pucharze UEFA, a w lidze zajął odpowiednio 4. i 5. miejsce.
Latem 1998 Luccin przeszedł do Olympique Marsylia wracając tym samym w rodzinne strony. Jednak to Girondins już bez Petera zostało mistrzem Francji, a Luccin wraz z Olympique musiał się zadowolić wicemistrzostwem. W sezonie 1999/2000 wystąpił w fazie grupowej Ligi Mistrzów, ale w lidze OM utrzymało się dopiero po ostatniej kolejce. Po sezonie Luccin postanowił odejść z zespołu i wzmocnił wówczas największego rywala marsylskiego klubu, Paris Saint-Germain. W pierwszym składzie PSG występował przez jeden rok, ale zajął z nim 8. miejsce w lidze.
W 2001 roku Luccin trafił do hiszpańskiej Celty Vigo. W Primera División zadebiutował 26 sierpnia w wygranym 3:0 wyjazdowym spotkaniu z CA Osasuna. W Celcie stał się jednym z czołowych zawodników i był pewniakiem do gry w podstawowej jedenastce. W 2002 roku zajął z nią 5. miejsce w lidze, a w sezonie 2002/2003 wystąpił w rozgrywkach Pucharu UEFA. W lidze Celta spisała się jeszcze lepiej kończąc sezon na 4. pozycji. W sezonie 2003/2004 wystąpił z klubem z Vigo w fazie grupowej Ligi Mistrzów, ale w La Liga zespół dość niespodziewanie zajął 19. miejsce i spadł do Segunda División.
Po spadku Celty było pewne, że Luccin odejdzie z zespołu. Ostatecznie w lipcu 2004 podpisał kontrakt z Atlético Madryt, które zapłaciło za niego 5 milionów euro. W jego barwach zadebiutował 28 sierpnia w wygranym 2:0 meczu z Málagą. Niemal od czasu przyjścia do stołecznego klubu grał w wyjściowej jedenastce, ale nie osiągał z Atlético większych sukcesów, a najwyższą zajętą pozycją była siódma w sezonie 2006/2007.
Latem 2007 Luccin opuścił Madryt i przeszedł do Realu Saragossa. W Realu po raz pierwszy wystąpił 15 września w meczu przeciwko Athletic Bilbao (1:1). Był podstawowym zawodnikiem Sargossy, jednak spadł z nią do Segunda División.
W 2008 roku po degradacji Saragossy Luccin został wypożyczony Racingu Santander, a 14 września zaliczył debiut w tej drużynie, w zremisowanym 1:1 wyjazdowym spotkaniu z Barceloną. Do końca sezonu w zespole Racingu rozegrał 23 ligowe mecze i zdobył dwa gole, po czym wrócił do Saragossy. Od lata 2011 roku do 2012 był zawodnikiem szwajcarskiego klubu Lausanne Sports. W latach 2013–2014 grał w FC Dallas, w którym zakończył karierę.
| Sezon   | Klub                | Kraj              | Rozgrywki          | Mecze | Bramki |
| ------- | ------------------- | ----------------- | ------------------ | ----- | ------ |
| 1996/97 | AS Cannes           | Francja           | Ligue 1            | 13    | 0      |
| 1996/97 | Girondins Bordeaux  | Francja           | Ligue 1            | 11    | 0      |
| 1997/98 | Girondins Bordeaux  | Francja           | Ligue 1            | 30    | 0      |
| 1998/99 | Olympique Marsylia  | Francja           | Ligue 1            | 23    | 1      |
| 1999/00 | Olympique Marsylia  | Francja           | Ligue 1            | 28    | 1      |
| 2000/01 | Paris Saint-Germain | Francja           | Ligue 1            | 26    | 1      |
| 2001/02 | Celta Vigo          | Hiszpania         | Primera División   | 33    | 1      |
| 2002/03 | Celta Vigo          | Hiszpania         | Primera División   | 35    | 1      |
| 2003/04 | Celta Vigo          | Hiszpania         | Primera División   | 29    | 5      |
| 2004/05 | Atlético Madryt     | Hiszpania         | Primera División   | 29    | 0      |
| 2005/06 | Atlético Madryt     | Hiszpania         | Primera División   | 29    | 2      |
| 2006/07 | Atlético Madryt     | Hiszpania         | Primera División   | 31    | 0      |
| 2007/08 | Real Saragossa      | Hiszpania         | Primera División   | 30    | 0      |
| 2008/09 | Racing Santander    | Hiszpania         | Primera División   | 23    | 2      |
| 2009/10 | Real Saragossa      | Hiszpania         | Primera División   | 0     | 0      |
| 2011/12 | Lausanne Sports     | Szwajcaria        | Swiss Super League | 7     | 1      |
| 2013    | FC Dallas           | Stany Zjednoczone | MLS                | 3     | 0      |
| 2014    | FC Dallas           | Stany Zjednoczone | MLS                | 11    | 0      |